# 戦列 (クルアーン)

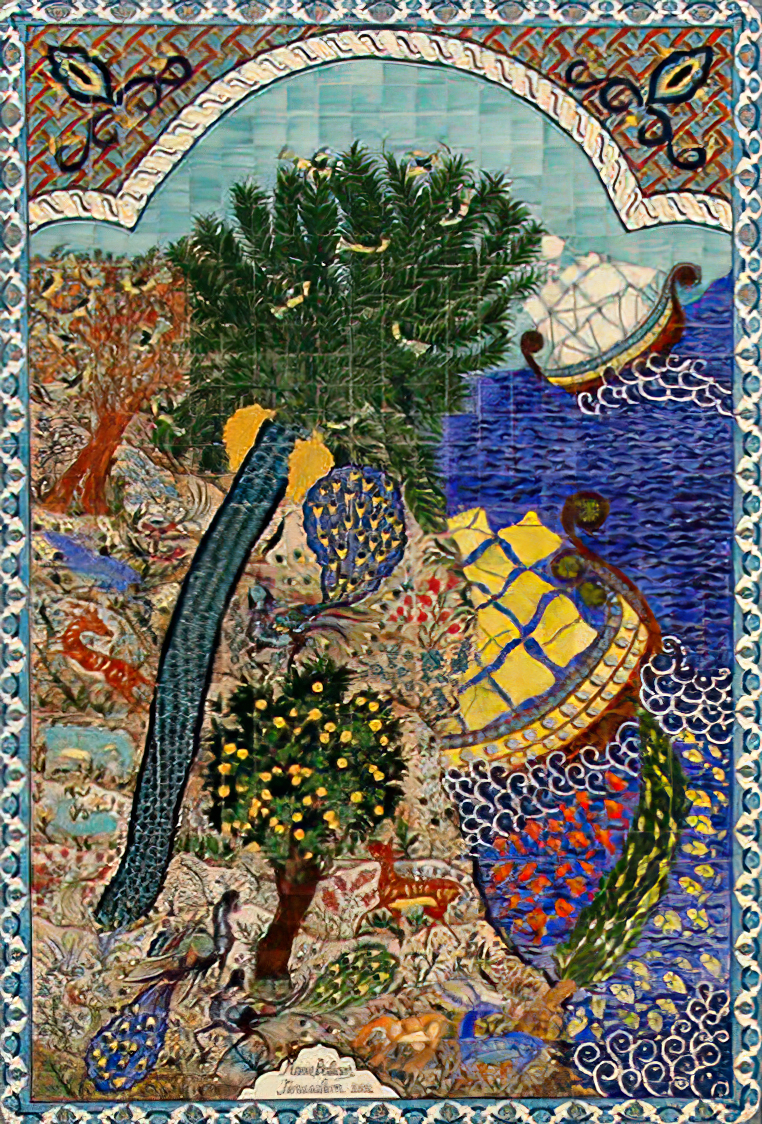
楽園の絵画

『戦列』（せんれつ、アラビア語: الصف UNGEGN式: As-Saff アッ・サッフ）は、アル・クルアーン（コーラン）における第61番目のスーラである。本章では「戦い」と「勝利」の定義が語られる。

## 主な登場人物
- ムーサー: モーセのこと。救世主思想のユダヤ教における人物。キリスト教、イスラム教にも関係がある男。
- マルヤムの子イーサー: キリスト教でキリスト（Christ、日本語: 救世主）とされる、預言者イエスのこと。マリアの子イエス。神のために全てを捨てた男。
- アフマド（アラビア語: أحمد Ahmad）: 本章において、イエスの預言のとおり、出現した、ムハンマドのこと。貧者への喜捨を説き、実行した男。

## 主な内容
- 偉大な神は有言実行の人々を好むという。神の道のために戦列を敷いて「戦い」をする人々を好むという。 - 1節から4節
- 神が背信の人々の心を捻じ曲げたことが原因で、背信の人々はムーサーを苦しめた。ムーサーは人々に尋ねた、「なぜ、私が神の使徒であると知っていながら苦しめるのだ。」 - 5節
- マルヤムの子イーサーは、「私は神の使徒である。私より以前のトーラーを確証するとともに、私より以後に使徒アフマドが出現することを伝える。」このように人々に言った。人々はイーサーの奇蹟を「魔術」とした。 - 6節
- 神への絶対帰依[2]をしない人々は極めて不義であり、神は不義の人々を導かない。そんな不義をしても、神は、使徒を遣わせて、全ての宗教を照らし、不信心者や多神教徒がその光を嫌がっても迷惑でも、照らす。 - 7節、8節、9節
- 神を信じ、全てを捨てることが、最高の儲け話である。そうすればアドンの園（エデンの園）に住める。「戦い」の「勝利」とは、アドンの園への居住のことである。 - 10節、11節、12節
- ムハンマドは、身近な「勝利」に関する福音も伝える。イーサーのことである。イーサーは弟子たちに尋ねた、「神のために、私に協力するのは誰であるか。」その問いに弟子たちは、「私たちが神に協力します。」と答えた。イーサーと弟子たちは「戦い」に「勝利」した。このように、信者は神への協力者となるべきである。 - 13節、14節

## アラビア語による『戦列』全文
アル・クルアーン第61章 『الصف （戦列）』